# Броккизм
Броккизм — эволюционная концепция в биологии, с точки зрения которой флоры и фауны сменяют друг друга в результате старения таксонов. Впервые подобную мысль высказал итальянский палеонтолог Джованни Батиста Брокки, по имени которого и была названа концепция. Термин введён советским палеонтологом Л. Ш. Давиташвили в 1940. В 1814 году Брокки писал, что, по его мнению, у групп организмов (таксонов) по мере их эволюции ослабевает жизненная сила, затрудняется рост, ограничивается способность размножаться и т. п. Заканчивается развитие группы тем, что рождающиеся новые организмы достигают только эмбриональной стадии, после чего они погибают, чем и завершается существование таксона.

## Влияние на эволюционную биологию
Итальянский зоолог Даниель Роза в своей концепции ологенеза уделил внимание идее старения таксонов. Роза сравнивал жизнь видов с жизнью особи. По его мнению, виды рождаются, развиваются, размножаются, стареют и умирают своей смертью. При этом старение вида связано с уменьшением его изменчивости. В «старости» изменчивость приближается к нулю, вид теряет способность реагировать на изменения условий и вымирает. Утверждение этого «закона уменьшения изменчивости» слабо подкреплено доказательствами.
Одна из фаз эволюционного процесса по теории типотрофизма Отто Шиндевольфа — типолиз — заключается в вымирании всех форм типа в результате чрезмерной специализации его представителей и независящего от внешних факторов переразвития отдельных структур и органов организма.